# Graciano Sánchez, Veracruz
Graciano Sánchez är en ort i Mexiko.   Den ligger i kommunen Martínez de la Torre och delstaten Veracruz, i den sydöstra delen av landet, 230 km öster om huvudstaden Mexico City. Graciano Sánchez ligger 129 meter över havet och antalet invånare är 224.
Terrängen runt Graciano Sánchez är kuperad åt sydost, men åt nordväst är den platt. Runt Graciano Sánchez är det ganska tätbefolkat, med 96 invånare per kvadratkilometer. Närmaste större samhälle är Martínez de la Torre, 10,3 km norr om Graciano Sánchez. Omgivningarna runt Graciano Sánchez är en mosaik av jordbruksmark och naturlig växtlighet.